# Флоріанська вулиця у Варшаві
Вулиця Флоріанська — одна з вулиць Варшавської Старої Праги, простягається від вул. Ягеллонської та священика I. Клопотовського до Площі Ветеранів, 1863.

## Історія
Вулиця Флоріанська, до 1916 року Константиновська, була відмежована в 1863 році як одна з чотирьох вулиць, що йдуть радіально від створеної тоді площі Ветеранів, 1863.
Розвиток цих територій пов'язаний з будівництвом у 1859—1864 рр. мосту Кірбедя . Першою будівлею, розташованою на Площі Ветеранів 1863 року був костел Святого Архангела Михаїла і Святого Флоріана, побудований за проектом Юзефа Пія Дзеконьського до 1904 року. Сама площа називалася тоді Флоріанською площею, а на вулиці Флоріанська № 2 — на злитті з вул. Ягеллонською існував Zakład dla Wdów загиблих солдатів і офіцерів . Ініціатором будівництва закладу був Російський Червоний Хрест; після відновлення незалежності в будівлі розмістилися ветерани повстання 1863 р..
Назва вулиці від Константиновської до Флоріанської змінилася в жовтні 1916 року . Ім'я змінилося на вимогу церкви . До 1916 року вона носила назву — вул. Якуба Яшинського .
У дерев'яних казармах під номером 4/6 розпочало благодійну діяльність Товариство рухомої кухні, що давало їжу для бідних. Після 1910 року було побудовано два багатоквартирні будинки; у великому, під №. 8, готель Wschodni діяв у міжвоєнний період.
У 1930 році під номером 10 будівлю, де знаходилося військове управління міської ради, очолював генерал Едвард Шпаковський. У тому ж році споруджено парафіяльний будинок у задній частині костела Святого Архангела Міхаїла та Святого Флоріана. Близькість храму вплинула на створення Флоріанських будівель ритуальних послуг — їх було чотири. Були також пункти громадського харчування — ресторан «Пражанка» та кафе «Гастрономічна» .
Також до 1939 року на цій вулиці організовувались та проводились танцювальні вечірки та розважальні заходи.
Під час окупації, у 1944 році німці, коли відступали, підірвали лівий берег Вісли і костел Святого Архангела Міхаіла та Святого Флоріана.
Інші будівлі на вулиці збереглися разом з прокладеною поверхнею і відносно довго збереженими «пасторальними» ліхтарями.

## Більш важливі об'єкти
- Соборна базиліка св. Michał та św Florian
- Радіо Варшава (№ 3)
- Пам'ятник празькому двору